# أسيتات الرصاص الثنائي
خلات الرصاص الثنائي أو أسيتات الرصاص الثنائي مركب كيميائي له الصيغة المجملة C4H6O4Pb، ويكون بالعادة ثلاثي هيدرات حيث يكتب على الشكل
Pb(CH3COO)2.3H2O، الذي يكون عبارة عن بلورات على شكل ألواح موشورية عديمة اللون، أو يكون على شكل مسحوق بلوري أبيض.

## الخواص
- انحلالية الشكل النقي لمركب خلات الرصاص الثنائي في الماء جيدة، حيث يتشكل لدينا محلول رائق.
- لدى تماس بلورات مركب خلات الرصاص الثنائي مع الهواء تتسيل وستشكل على سطحها كربونات الرصاص الثنائي، مما يعكر من صفو محاليل مركب خلات الرصاص الثنائي.
- ينحل مركب خلات الرصاص الثنائي بشكل جيد في الغليسيرين، ولكن بشكل أقل في الإيثانول.
- المحاليل المائية لمركب خلات الرصاص الثنائي لها صفة حمضية ضعيفة (محلول 5% له أس هيدروجيني مقدارها 6).
- مركب خلات الرصاص الثنائي له مذاق حلو، لذا كان يدعى سابقاً بـسكر الرصاص.
- بالتسخين فوق 100°س فإن مركب خلات الرصاص الثنائي يحرر حمض الخل، في حين أنه يتفكك بالكامل بالتسخين فوق 200°س.

## التحضير
يحضر مركب خلات الرصاص الثنائي من عملية حل أكسيد الرصاص الثنائي في حمض الخل حسب المعادلة

## الاستخدامات
- المحاليل المائية لمركب خلات الرصاص الثنائي لها المقدرة على حل أكسيد الرصاص الثنائي حيث تتشكل لدينا خلات قاعدية وهي عبارة عن مزيج من خلات الرصاص الثنائي وهيدروكسيد الرصاص الثنائي، وكان يطلق على محاليلها المائية في السابق اسم خل الرصاص، الذي كان له العديد من التطبيقات الطبية.
- يشكل مركب خلات الرصاص الثنائي بالإضافة إلى نترات الرصاص الثنائي إحدى المركبات القلائل للرصاص التي تنحل بشكل جيد في الماء، لذلك يستعمل بكثرة في تحضير مركبات الرصاص الأخرى.
- تستعمل المحايل المائية لمركب خلات الرصاص الثنائي في الكيمياء التحليلية للكشف عن شوارد (أيونات) الكبريتيد، حيث يترسب مركب كبريتيد الرصاص الأسود صعب الانحلال في حال وجودها كما أنه يعد كاشفاً وصفيا لشوارد اليود حيث يشكل معها راسب يود الرصاص ذو اللون الأصفر.

## السلامة
مركب خلات الرصاص الثنائي مركب سام. عند التعامل به يجب تجنب استنشاق غباره.